# الیاس‌آباد، پاکستان
الیاس‌آباد (به انگلیسی: Ilyasabad) یک منطقهٔ مسکونی در پاکستان است که در حیدرآباد (پاکستان) واقع شده‌است.